# 小鸡词典
小鸡词典是中華人民共和國一個互聯網流行语在線詞典，由黄宇帆創辦於2017年。截至2020年6月，已收錄3萬多條詞條。2023年1月16日，宣布无限期暂停服務。

## 相关事件
2021年11月，黄宇帆指責新浪微博的有梗百科盜用小鸡词典2萬多的詞條，隨後黄宇帆向法院起訴新浪微博的侵權行為。称微博利用等差数列平均分给500个微博用户和微博将抄袭条目发布时间调至该网络流行语发生之前。
2023年1月16日，小鸡词典官方网站称其遇到突发事件而停止服务，同时相关的 APP 也无法连接服务器。小鸡词典的团队尚未解散，但状态未知。
2024年年末，二审结果无法认定小鸡词典的内容曾经在对方的词典出现过，之后宣布解散。

## 外部連結
- 官方网站
- 小鸡词典的哔哩哔哩个人空间